# Roj

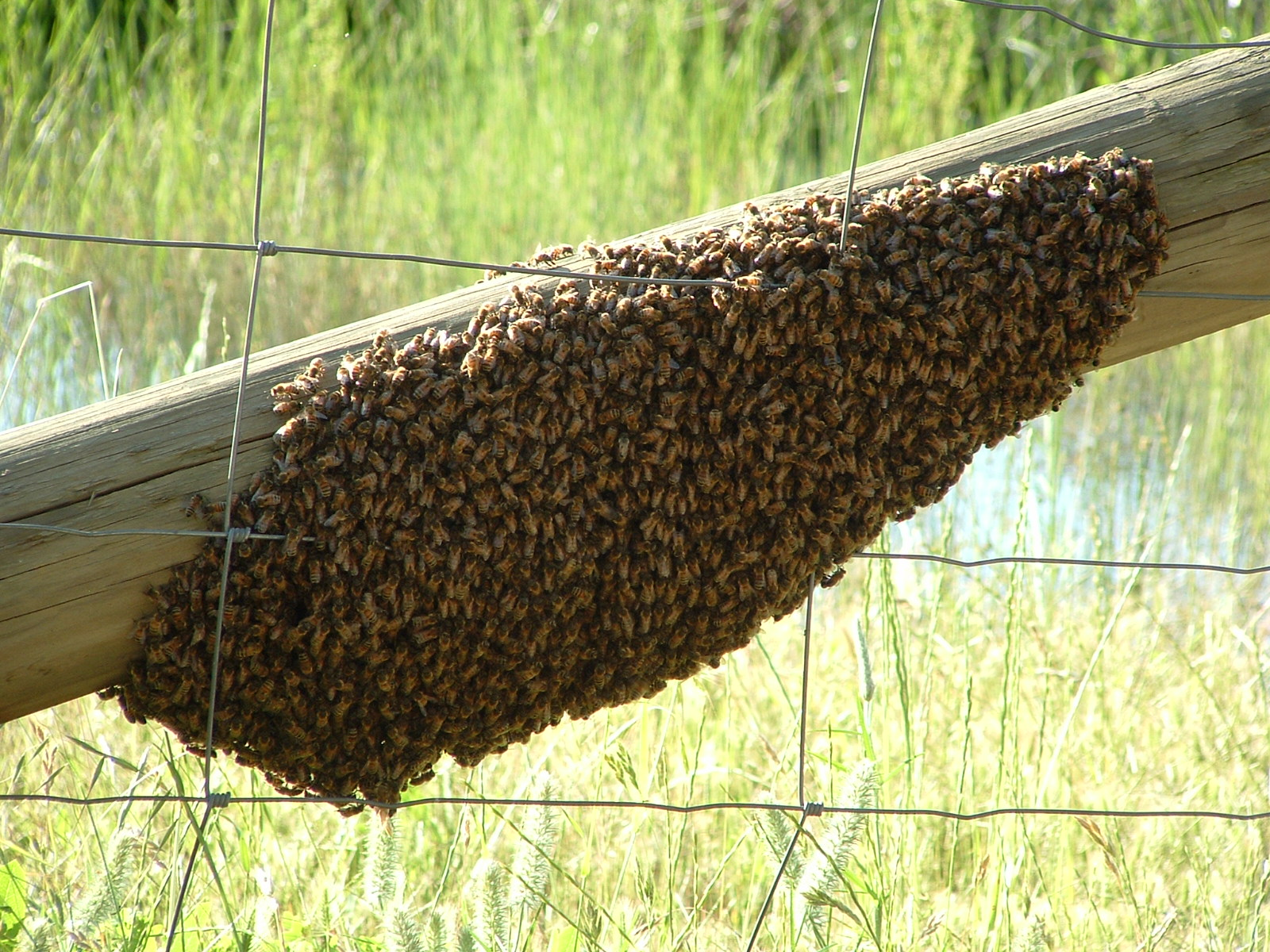
Roj

Roj je pojem, kterým označujeme část včelstva, která vylétla ze svého obydlí a míří do prázdné dutiny. Proces zvaný rojení je přirozený způsob rozmnožování společenských včel. Druhá část včelstva, tzv. mateřák, pokračuje v původním hnízdě s nově narozenou matkou. Rozlišuje se prvoroj, kdy vylétá stará matka, dále druhoroj, kdy s další částí včel vylétá nová neoplozená matka. Někdy se silné včelstvo může zrojit ještě jednou, a to je poroj. Včelař roje odchytává a umísťuje do úlů. Pokud se mu to nepodaří, může se roj usadit v přírodě. Volně žijící včelstva ale v našich podmínkách přežívají jen zřídka. Včely se rojí ve době vzcholného rozvoje, kolem letního slunovratu. Při rojení hrají mimo jiné úlohu feromony, které ovlivňují chování včel.

## Přirozené rozmnožování – roj
Včelstvo je ve své podstatě superorganismus. U sociálního hmyzu je za jednu generaci považováno období života jedné matky. Desítky tisíc včelích dělnic se v průběhu času rodí a hynou, nejde ale o rozmnožování, nýbrž o náhradu dělnic starších mladými. Rozmnožování včelstev rojením je přirozený proces, kdy včelstvo začne vychovávat novou matku. Než však dojde k jejímu vylíhnutí, zhruba polovina včel všech věkových a fyziologických kategorií se starou matkou opustí včelstvo. Se zásobami potravy, které si roj nese, se musí do tří dnů usadit ve vhodné dutině. Zde postaví voskové plásty. Obnoví sběr potravy a odchov dalších dělnic. Z roje se stane včelstvo.
Dokud včelaři neuměli včelstva uměle rozmnožovat pomocí oddělků nebo smetenců, byly roje vítané, protože jimi včelaři nahražovali ztráty a rozšiřovali stav chovaných včelstev. Dnes chováme raději včelstva, která se rojí co nejméně. Ulétlý roj je pro včelaře ztráta a v přírodě může přispívat k šíření nemocí včel.

## Faktory, které vedou k rojení
Při vývoji nastupujícím od února – března potřebuje včelstvo neustále více prostoru. Ukládané zásoby medu a pylu si žádají buňky, resp. plásty. Rovněž rychle rostoucí plodová plocha vyžaduje více a více buněk, aby měla matka odpovídající podmínky ke kladení. Důsledkem toho je, že rychle vzrůstá počet mladušek, které zase požadují větší množství plodu, protože na počátku života je péče o plod jejich fyziologickou potřebou. Vzhledem k ohraničenému prostoru úlu přijde chvíle, kdy zvětšení plodové plochy již není možné. Nouze o prostor je tedy jednou z příčin, která nutí včelstvo k rojení. Rojí se ovšem i včelstvo, které má k dispozici dostatek místa v podobě plástů. Rojení je totiž přirozené rozmnožování včelstev. Některé kmeny nebo linie včel jsou rojivější, než jiné. Dalším faktorem, který rojení podporuje nebo oddaluje, je stáří matky. Včelstva s tříletou matkou se vyrojí spíše než včelstva s matkou mladou, jednoletou.  Starší matky produkují méně feromonu, tzv. mateří látky, což má podobný efekt, jako velmi početné včelstvo. Rozdělení mateří látky na všechny jedince včelstva vede k její nižší koncentraci, což je jeden s faktorů vzniku rojové nálady. Rojivost podporuje i přehřívání úlu. Včelstva, která jsou v květnu a červnu v úlech na plném poledním slunci, mají větší sklon k rojení než ta, která jsou ve stínu. Úly tepelně izolované pěnovými polymery jsou v tomto případě vhodnější. Chuť k rojení je ovlivňována během roku i počasím a nabídkou pylu. Oba tyto faktory ji mohou podporovat nebo brzdit. Pěkné pozdní léto umožňující nahromadění zásob pylu a následující jaro s mimořádně intenzivním rozkvětem řepky, po kterém následuje období špatného počasí, má za následek „rojový rok“.

## Známky rojení a jeho průběh
Zkušený včelař může při pozorování svých včelstev během snůškového období poznat, která včelstva vykazují příznaky rojové nálady. Čilý let dřívějších dnů viditelně ochabl. Je zřejmé, že se u těchto včelstev něco chystá. Prohlídka plástů ukáže, že intenzita kladení vajíček klesla. Další známkou pokročilé rojové nálady jsou matečníkové misky s vajíčky a rostoucími larvami s dostatkem mateří kašičky. Na rozdíl od nouzovývh matečníků, nebo matečníků tiché výměny počet rojových matečníků nebo matečníkových misek dosahuje 10, 15, nebo dokonce 20 a jsou umístěny převážně na dolním okraji plástů. Když prohlédneme matku, vidíme zřetelně, že na rozdíl od dřívějších dnů má nápadně štíhlý zadeček. Včelstvo, které se hodlá rojit, ji již tak vydatně nekrmí také z toho důvodu, aby při vlastním rojení mohla vůbec létat. Včely do ní dokonce strkají, chovají se k ní hrubě a přímo ji po plástu prohánějí. Můžeme si pomyslet, že zvyšují její tělesnou kondici, aby byla ve formě pro delší let. Včelstvo, které se nechce rojit, má dobře živenou matku, která kvůli svému objemnému zadečku vůbec létat nemůže. Čas vyrojení nastává tehdy, jakmile je jeden nebo více matečníků zavíčkováno. Vylétne prvoroj, s ním opouští úl i dosavadní matka. Vnějším příznakem nastávajícího rojení je téměř úplné zastavení snůškového letu. Včely, které odlétnou s rojem, se co nejvíce nasávají medem. Zpravidla je to polovina rojícího se včelstva. Ubytovatelky pátrají po vhodném místě pro roj. Aby ubytovatelky donutily tento velký počet včel (20 000 až 30 000) k prudkému opuštění úlu, provádějí vysoce vzrušený „bzučivý tanec“. Klikatě probíhají masou včel a vibrují přitom zadečkem. Jejich křídla vydávají zřetelně slyšitelný bzučivý zvuk. Počet včel, které tento tanec napodobují neustále vzrůstá, až je „na nohou“ celé včelstvo a strhne i matku. Tak dojde k rychlému výletu roje. Když je rojové představení pozorováno častěji, lze získat dojem, že roj se chce odloučit od mateřského včelstva co možná nejrychleji. Při rojení lze pozorovat další zajímavou okolnost: sousední včelstva náhle přerušují let. Jak se zdá, jsou jejich létavky vyrušeny sem a tam poletujícím velkým množstvím včel. Pro nevčelaře je roj, který víří ve vzduchu, zvláštním zážitkem, především však slétávání včel do hroznu. Roj si k usazení vybírá větev stromu, keř, zahradní plot a někdy zcela neskutečná místa jako nárazník auta nebo brázdu na poli. Včely včetně matky se postupně usazují na vybraném místě, jsou zde i trubci. Tvořící se hrozen je zprvu malý a velmi živý, během 10 až 21 minut je hotov a uklidní se.

## Prvoroj – poroj
První roj, který se od včelstva oddělí, je prvoroj. Zpravidla s ním odlétá oplozená matka. Asi 7 až 8 dnů po odletu prvoroje se vylíhnou první mladé matky. Ohlašují se tzv. „týtáním“, které ale díky tlumení stěnami matečníku zní jako kvákání. Kvákáním odpovídají zrovna tak zcela vyvinuté, ale ještě v matečnících se nacházející další matky – rivalky. U rojivých včelstev je to doba k odletu jednoho nebo více porojů. Ty jsou podstatně menší, často je to jenom hrst včel. Když už další roj neodlétá, bojují novorozené matky tak dlouho, až zůstane ta nejsilnější. Pak jsou usmrceny i matky vyvíjející se v matečnících; matka prokouše do buňky z boku otvor a vyvíjející se bezbrannou matku ubodá.